# Noisy-Rudignon
Noisy-Rudignon település Franciaországban, Seine-et-Marne megyében. Lakosainak száma 592 fő (2022. január 1.). Noisy-Rudignon Dormelles, Esmans, Flagy, Thoury-Férottes, Varennes-sur-Seine és Ville-Saint-Jacques községekkel határos.

## Népesség
A település népességének változása:
| Lakosok száma | 613  | 621  | 610  | 603  | 597  | 595  | 595  | 592  |
|               | 2013 | 2015 | 2017 | 2018 | 2019 | 2020 | 2021 | 2022 |